# ملشتن
ملشتن (به لاتین: Melsztyn) یک روستا در لهستان است که در گمینا زاکلیچن واقع شده‌است.